# Кайгородське
Кайгоро́дське (рос. Кайгородское) — село у складі Горноуральського міського округу Свердловської області.
Населення — 461 особа (2010, 504 у 2002).
Національний склад станом на 2002 рік: росіяни — 96 %.